# Mohammad Mohebi
Mohammad Mohebi (in arabo محمد محبی‎?; Bushehr, 20 dicembre 1998) è un calciatore iraniano, attaccante del Rostov e della nazionale iraniana.

## Caratteristiche tecniche
Gioca nel ruolo di ala sinistra, tuttavia può ricoprire altre posizioni offensive quali ala destra o punta centrale, nelle azioni in cui cerca la conclusione fa valere capacità quali, il tiro dalla media distanza e l'abilità di tagliare nell'area di rigore avversaria. Forte atleticamente, sa imprimere potenza nella palla quando calcia, sfruttando il destro, il suo piede forte, altre volte invece usa il colpo di testa.

## Carriera

### Club

#### Shahin Bushehr e Sepahan
Debutta nel professionismo nella seconda divisione del campionato iraniano, con la squadra del Shahin Bushehr, segna per la prima volta l'11 aprile 2018, contro il Shahrdari Bandar Abbas, dove Mohebi è autore di una doppietta, la partita si conclude per 6-1, stesso risultato della partira successiva dove Mohebi segna un'altra rete battendo il Sanat Naft. Il 3 marzo 2019 segna l'ultimo gol per la squadra, con la rete del 1-0 sconfiggendo il Khooneh Be. Successivamente inizia a giocare per il Sepahan, nella stagione 2019-2020 del campionato iraniano segna una rete vincendo per 3-0 contro il Shahin Bushehr, inoltre è autore della rete del 2-0 battendo il Persepolis, un altro gol lo segna sconfiggendo per 2-1 il Foolad. Partecipa alla AFC Champions League, segna una rete nella vittoria per 4-0 contro l'Al-Ain. Nel 2021 segna i suoi ultimi gol per il Sepahan, è autore di una rete battendo per 3-1 l'Zob Ahan, apre inoltre le marcature sconfiggendo per 6-1 il Aluminium Arak, l'ultimo gol lo segna pareggiando per 1-1 contro il Persepolis.

#### Santa Clara e Esteghlal
Nel 2021 si trasferisce in Portogallo giocando per il Santa Clara, segna la rete del 2-0 sconfiggendo il Moreirense, un altro gol lo segna nel pareggio per 2-2 contro il Gil Vicente e infine segna l'ultimo gol nel campionato portoghese nella sconfitta per 2-1 contro il Benfica. Viene poi ceduto in prestito al Esteghlal, segna un gol vincendo per 3-1 contro il Nassaji Mazandaran, un'altra rete la segna nella vittoria per 4-0 contro il Malavan, riesce a segna un gol sia contro il Gol Gohar che contro il Mes Rafsanjan vincendo entrambi i match per 2-1, inoltre è autore di una doppietta nella vittoria per 6-1 contro l'Havadar.

#### Rostov
Si trasferisce in Russia nel 2023, giocando col il Rostov, nel campionato russo segna il gol del 3-0 battendo l'Akhmat, inoltre è autore di una doppietta, battendo il Krasnodar e il Dinamo Mosca rispettivamente per 2-1 e per 4-1.

### Nazionale
Esordisce con la nazionale dell'Iran il 10 ottobre 2019 dove segna due gol sconfiggendo per 14-0 la Cambogia. Nel 2023 segna un gol in una partita amichevole vinta per 1-0 contro la Bulgaria. Viene convocato nel 2024 per giocare alla Coppa d'Asia, segna un solo gol, nella vittoria per 2-1 contro il Giappone.

## Statistiche

### Cronologia presenze e reti in nazionale
| Cronologia completa delle presenze e delle reti in nazionale ― Iran | Cronologia completa delle presenze e delle reti in nazionale ― Iran | Cronologia completa delle presenze e delle reti in nazionale ― Iran | Cronologia completa delle presenze e delle reti in nazionale ― Iran | Cronologia completa delle presenze e delle reti in nazionale ― Iran | Cronologia completa delle presenze e delle reti in nazionale ― Iran | Cronologia completa delle presenze e delle reti in nazionale ― Iran | Cronologia completa delle presenze e delle reti in nazionale ― Iran |
| Data                                                                | Città                                                               | In casa                                                             | Risultato                                                           | Ospiti                                                              | Competizione                                                        | Reti                                                                | Note                                                                |
| ------------------------------------------------------------------- | ------------------------------------------------------------------- | ------------------------------------------------------------------- | ------------------------------------------------------------------- | ------------------------------------------------------------------- | ------------------------------------------------------------------- | ------------------------------------------------------------------- | ------------------------------------------------------------------- |
| 10-10-2019                                                          | Teheran                                                             | Iran                                                                | 14 – 0                                                              | Cambogia                                                            | Qual. Mondiali 2022                                                 | 2                                                                   | 79’                                                                 |
| 15-10-2019                                                          | Riffa                                                               | Bahrein                                                             | 1 – 0                                                               | Iran                                                                | Qual. Mondiali 2022                                                 | -                                                                   | 60’                                                                 |
| 14-11-2019                                                          | Amman                                                               | Iraq                                                                | 2 – 1                                                               | Iran                                                                | Qual. Mondiali 2022                                                 | -                                                                   |                                                                     |
| 23-3-2023                                                           | Tehran                                                              | Iran                                                                | 1 – 1                                                               | Russia                                                              | Amichevole                                                          | -                                                                   |                                                                     |
| 28-3-2023                                                           | Tehran                                                              | Iran                                                                | 2 – 1                                                               | Kenya                                                               | Amichevole                                                          | 1                                                                   |                                                                     |
| 13-6-2023                                                           | Biškek                                                              | Iran                                                                | 6 – 1                                                               | Afghanistan                                                         | CAFA Nations Cup 2023 - 1º turno                                    | -                                                                   |                                                                     |
| 16-6-2023                                                           | Biškek                                                              | Kirghizistan                                                        | 1 – 5                                                               | Iran                                                                | CAFA Nations Cup 2023 - 1º turno                                    | -                                                                   | 52’                                                                 |
| 20-6-2023                                                           | Tashkent                                                            | Uzbekistan                                                          | 0 – 1                                                               | Iran                                                                | CAFA Nations Cup 2023 - Finale                                      | -                                                                   |                                                                     |
| 7-9-2023                                                            | Plovdiv                                                             | Bulgaria                                                            | 0 – 1                                                               | Iran                                                                | Amichevole                                                          | 1                                                                   |                                                                     |
| 12-9-2023                                                           | Teheran                                                             | Iran                                                                | 4 – 0                                                               | Angola                                                              | Amichevole                                                          | -                                                                   | 58’                                                                 |
| 13-10-2023                                                          | Amman                                                               | Giordania                                                           | 1 – 3                                                               | Iran                                                                | Amichevole                                                          | -                                                                   |                                                                     |
| 17-10-2023                                                          | Amman                                                               | Iran                                                                | 4 – 0                                                               | Qatar                                                               | Amichevole                                                          | -                                                                   | 85’                                                                 |
| 16-11-2023                                                          | Teheran                                                             | Iran                                                                | 4 – 0                                                               | Hong Kong                                                           | Qual. Mondiali 2026                                                 | -                                                                   | 70’                                                                 |
| 21-11-2023                                                          | Tashkent                                                            | Uzbekistan                                                          | 2 – 2                                                               | Iran                                                                | Qual. Mondiali 2026                                                 | -                                                                   | 75’                                                                 |
| 5-1-2024                                                            | Kish Island                                                         | Iran                                                                | 2 – 1                                                               | Burkina Faso                                                        | Amichevole                                                          | -                                                                   | 46’                                                                 |
| 14-1-2024                                                           | Al Rayyan                                                           | Iran                                                                | 4 – 1                                                               | Palestina                                                           | Coppa d'Asia 2023 - 1º turno                                        | -                                                                   | 46’                                                                 |
| 19-1-2024                                                           | Al Rayyan                                                           | Hong Kong                                                           | 0 – 1                                                               | Iran                                                                | Coppa d'Asia 2023 - 1º turno                                        | -                                                                   | 65’                                                                 |
| 23-1-2024                                                           | Al Rayyan                                                           | Iran                                                                | 2 – 1                                                               | Emirati Arabi Uniti                                                 | Coppa d'Asia 2023 - 1º turno                                        | -                                                                   | 67’                                                                 |
| 31-1-2024                                                           | Doha                                                                | Iran                                                                | 1 – 1 dts (5 – 3 dtr)                                               | Siria                                                               | Coppa d'Asia 2023 - Ottavi di finale                                | -                                                                   | 63’ 73’                                                             |
| 3-2-2024                                                            | Al Rayyan                                                           | Iran                                                                | 2 – 1                                                               | Giappone                                                            | Coppa d'Asia 2023 - Quarti di finale                                | 1                                                                   | 90+8’                                                               |
| 7-2-2024                                                            | Doha                                                                | Iran                                                                | 2 – 3                                                               | Qatar                                                               | Coppa d'Asia 2023 - Semifinale                                      | -                                                                   | 46’                                                                 |
| 21-3-2024                                                           | Tehran                                                              | Iran                                                                | 5 – 0                                                               | Turkmenistan                                                        | Qual. Mondiali 2026                                                 | 1                                                                   |                                                                     |
| 26-3-2024                                                           | Ashgabat                                                            | Turkmenistan                                                        | 0 – 1                                                               | Iran                                                                | Qual. Mondiali 2026                                                 | -                                                                   | 90+5’                                                               |
| 10-10-2024                                                          | Tashkent                                                            | Uzbekistan                                                          | 0 – 0                                                               | Iran                                                                | Qual. Mondiali 2026                                                 | -                                                                   | 55’                                                                 |
| 15-10-2024                                                          | Dubai                                                               | Iran                                                                | 4 – 1                                                               | Qatar                                                               | Qual. Mondiali 2026                                                 | 2                                                                   | 51’                                                                 |
| 14-11-2024                                                          | Vientiane                                                           | Corea del Nord                                                      | 2 – 3                                                               | Iran                                                                | Qual. Mondiali 2026                                                 | 2                                                                   | 81’                                                                 |
| 19-11-2024                                                          | Biškek                                                              | Kirghizistan                                                        | 2 – 3                                                               | Iran                                                                | Qual. Mondiali 2026                                                 | -                                                                   |                                                                     |
| 20-3-2025                                                           | Teheran                                                             | Iran                                                                | 2 – 0                                                               | Emirati Arabi Uniti                                                 | Qual. Mondiali 2026                                                 | 1                                                                   | 64’ 90+7’                                                           |
| Totale                                                              |                                                                     | Presenze                                                            | 28                                                                  |                                                                     | Reti                                                                | 11                                                                  |                                                                     |